# Nightstalkers
De Nightstalkers zijn een fictief trio uit de strips van Marvel Comics, die samenwerken om bovennatuurlijke vijanden te verslaan.
Het team bestond uit de vampierjagers Blade en Frank Drake, samen met privédetective Hannibal King, een “neo-vampier” met vampierachtige eigenschappen maar zonder de dorst naar bloed. Ze werden samengebracht door Dr. Strange in Nightstalkers #1 (November 1992).

## Borderline Investigations
Voordat het drietal werd gerekruteerd als Strange’s Nightstalkers, werkten ze al samen als een detectivebureau genaamd Borderline Investigations.
Nadat Strange ze had gemanipuleerd om de Nightstalkers te worden, bevocht het team vele bovennatuurlijke vijanden zoals Lilith, Meatmarket, HYDRA’s Department of Occult Armaments (DOA) en hun Dracula kloon, Bloodstorm en de Atlanteaanse vampier Varnae.

## Tomb of Draculathreads
In de laatste verhaallijn (#16-18, februari-april 1994), werd Kings huis, inclusief Borderlines bureau, vernietigd in een brand veroorzaakt door een HYDRA Dreadnought die Drakes anti-occult nanotechnologiepistool stal. Het team ging even uit elkaar, maar kwam weer bijeen op aandringen van Dr. Strange. Ze werden opgezocht door Domini, de “weduwe” van Dracula, die hun hulp zocht om haar zoon Janus te vinden.
Strange onthulde toen ook dat de "Montesi Formula", die hij ooit had gebruikt om alle vampieren te doen verdwijnen, aan het afzwakken was. Daarom had hij de drie meest ervaren vampierjagers bijeen geroepen. Omdat ze alle drie zwaar getraumatiseerd waren door hun eerdere ervaringen met vampiers, hield Strange dit nieuws tot het laatste moment voor zich.
In een laatste gevecht met Varnae offerde King zichzelf op toen Varnae hem probeerde te gebruiken tegen zijn teamgenoten. Ook Drake leek om te komen in het gevecht toen hij Varnae opblies. Alleen Blade overleefde. Hij ontmoette King later weer in de serie Blade, waarin hij leerde dat King zichzelf aan een metalen paal had gespietst in zijn zelfmoordpoging (in plaats van hout of zilver) en daardoor nog in leven was. Ook Drake bleek nog in leven te zijn, maar hij was zowel mentaal als lichamelijk zwaargewond.

## Schrijvers
Het oorspronkelijke team van makers van de serie bestond uit schrijver Dan G. Chichester, tekenaar Ron Garney en inkleurder Tom Palmer. Na 11 delen nam Steven Grant het schrijfwerk over. Andere tekenaars waren Mark Pacella, Kirk Van Wormer en Andrew Wildman.

## Blade: Trinity
Een andere versie van de Nightstalkers verscheen in de film Blade: Trinity uit 2004. In de film is Blade zelf geen Nightstalker, maar werkt wel met hen samen. Hij doet dit echter niet graag, aangezien de Nightstalkers in de film jonger en minder ervaren zijn dan hij. Frank Drake kwam in de film niet voor als een Nightstalker, maar als Dracula zelf.